# Ministère des Transports (Danemark)
Pour les autres articles nationaux ou selon les autres juridictions, voir Ministère des Transports.
Le ministère des Transports est un ministère danois qui est chargé de la coordination et de la mise en œuvre des moyens de transport du pays. Il est dirigé par Thomas Danielsen depuis le 15 décembre 2022.

## Historique
Le ministère des Transports est créé en 1900 sous le nom de « ministère des Travaux publics » (« Ministeriet for offentlige Arbejder »). En 1987, il a changé de nom pour celui de « ministère des Transports » (« Trafikministeriet »), bien que brièvement connu sous de « ministère des Transports et de la Communication » (« Trafik-og Kommunikationsministeriet ») entre 1988 et 1989. En 2005, le secteur de l'énergie a été détaché du ministère de l'Environnement et rattaché au ministère des Transports. À son tour, le nom a été changé en « ministère des Transports et de l'Énergie ». Le ministère de l'Énergie a depuis été lui-même détaché et est désormais connu depuis 2007 comme le « ministère du Climat et de l'Énergie ».

## Liste des ministres
| Nom                    | Parti | Parti | Gouvernement                                                    | Début du mandat    | Fin du mandat      |
| ---------------------- | ----- | ----- | --------------------------------------------------------------- | ------------------ | ------------------ |
| Alfred Jensen          |       | DKP   | Vilhelm Buhl II                                                 | 5 mai 1945         | 7 novembre 1945    |
| Niels Elgaard          |       | V     | Knud Kristensen                                                 | 7 novembre 1945    | 13 novembre 1947   |
| Carl Petersen          |       | SD    | Hans Hedtoft I                                                  | 13 novembre 1947   | 17 septembre 1950  |
| Frede Nielsen          |       | SD    | Hans Hedtoft I                                                  | 17 septembre 1950  | 30 octobre 1950    |
| Victor Larsen          |       | KF    | Erik Eriksen                                                    | 30 octobre 1950    | 25 avril 1952      |
| Jørgen Jørgensen       |       | KF    | Erik Eriksen                                                    | 25 avril 1952      | 30 septembre 1953  |
| Carl Petersen          |       | SD    | Hans Hedtoft II                                                 | 30 septembre 1953  | 1er septembre 1955 |
| Kai Lindberg           |       | SD    | H. C. Hansen II, Viggo Kampmann I et II, Jens Otto Krag I et II | 1er septembre 1955 | 28 novembre 1966   |
| Svend Horn             |       | SD    | Jens Otto Krag II                                               | 28 novembre 1966   | 2 février 1968     |
| Ove Guldberg           |       | V     | Hilmar Baunsgaard                                               | 2 février 1968     | 11 octobre 1971    |
| Jens Kampmann          |       | SD    | Jens Otto Krag III Anker Jørgensen I                            | 11 octobre 1971    | 19 décembre 1973   |
| Kresten Damsgaard      |       | V     | Poul Hartling                                                   | 19 décembre 1973   | 13 février 1975    |
| Niels Matthiasen       |       | SD    | Anker Jørgensen II                                              | 13 février 1975    | 26 février 1977    |
| Kjeld Olesen           |       | SD    | Anker Jørgensen II                                              | 26 février 1977    | 30 août 1978       |
| Ivar Hansen            |       | V     | Anker Jørgensen III                                             | 30 août 1978       | 26 octobre 1979    |
| Jens Risgaard Knudsen  |       | SD    | Anker Jørgensen IV                                              | 26 octobre 1979    | 15 octobre 1981    |
| Knud Heinesen          |       | SD    | Anker Jørgensen IV                                              | 15 octobre 1981    | 30 décembre 1981   |
| Jens Kristian Hansen   |       | SD    | Anker Jørgensen V                                               | 30 décembre 1981   | 10 septembre 1982  |
| Arne Melchior          |       | CD    | Poul Schlüter I                                                 | 10 septembre 1982  | 14 août 1986       |
| Frode Nør Christensen  |       | CD    | Poul Schlüter I et II                                           | 14 août 1986       | 3 juin 1988        |
| Hans Peter Clausen     |       | KF    | Poul Schlüter III                                               | 3 juin 1988        | 30 octobre 1989    |
| Knud Østergaard        |       | KF    | Poul Schlüter III                                               | 30 octobre 1989    | 18 décembre 1990   |
| Kaj Ikast              |       | KF    | Poul Schlüter IV                                                | 18 décembre 1990   | 25 janvier 1993    |
| Helge Mortensen        |       | SD    | Nyrup Rasmussen I                                               | 25 janvier 1993    | 28 janvier 1994    |
| Jan Trøjborg           |       | SD    | Nyrup Rasmussen II                                              | 28 janvier 1994    | 30 décembre 1996   |
| Bjørn Westh            |       | SD    | Nyrup Rasmussen III                                             | 30 décembre 1996   | 23 mars 1998       |
| Sonja Mikkelsen        |       | SD    | Nyrup Rasmussen IV                                              | 23 mars 1998       | 23 février 2000    |
| Jacob Buksti           |       | SD    | Nyrup Rasmussen IV                                              | 23 février 2000    | 27 novembre 2001   |
| Flemming Hansen        |       | KF    | Fogh Rasmussen I et II                                          | 27 novembre 2001   | 12 septembre 2007  |
| Jakob Axel Nielsen     |       | KF    | Fogh Rasmussen II                                               | 12 septembre 2007  | 23 septembre 2007  |
| Carina Christensen     |       | KF    | Fogh Rasmussen III                                              | 23 septembre 2007  | 10 septembre 2008  |
| Lars Barfoed           |       | KF    | Fogh Rasmussen III Løkke Rasmussen I                            | 10 septembre 2008  | 23 février 2010    |
| Hans Christian Schmidt |       | V     | Løkke Rasmussen I                                               | 23 février 2010    | 3 octobre 2011     |
| Henrik Dam Kristensen  |       | SD    | Thorning-Schmidt I                                              | 3 octobre 2011     | 9 août 2013        |
| Pia Olsen Dyhr         |       | SF    | Thorning-Schmidt I                                              | 9 août 2013        | 3 février 2014     |
| Magnus Heunicke        |       | SD    | Thorning-Schmidt II                                             | 3 février 2014     | 28 juin 2015       |
| Hans Christian Schmidt |       | V     | Løkke Rasmussen II                                              | 28 juin 2015       | 28 novembre 2016   |
| Ole Birk Olesen        |       | LA    | Løkke Rasmussen III                                             | 28 novembre 2016   | 27 juin 2019       |
| Benny Engelbrecht      |       | SD    | Mette Frederiksen I                                             | 27 juin 2019       | 4 février 2022     |
| Trine Bramsen          |       | SD    | Mette Frederiksen I                                             | 4 février 2022     | 15 décembre 2022   |
| Thomas Danielsen       |       | V     | Mette Frederiksen II                                            | 15 décembre 2022   | en cours           |